# Locked In (film 2010)
Locked In è un film del 2010 diretto da Suri Krishnamma e scritto da Ronnie Christensen.

## Trama
Josh (Ben Barnes) non riesce a darsi pace per aver provocato il coma della figlia Brooke in un incidente d'auto. L'uomo cercherà di aiutarla e nel viaggio per ricomporre il puzzle che le salverà la vita scoprirà che in realtà sta lottando per salvare la sua di vita.

## Date di uscita internazionali
- Uscita negli  USA: 2010
- Uscita in  Germania: 14 febbraio 2010 (European Film Market)